# バンドゥーラ
バンドゥーラ（ウクライナ語: бандура）は、ウクライナの民族楽器。弦鳴楽器の一つ。リュート属に分類される（ザックス・ホルンボステル分類 321.321）。

## 概要
リュートとツィター（琴）を合わせたような外見をしている。チェンバロとギターを合わせたような音色。50から60までの弦が半音階で5オクターブに渡って調律されている。膝の上に構えて、高音を右手で、低音を左手で弾く。
同じウクライナの民俗楽器であるコブザやグースリをルーツに持つと考えられており、特にコブサという語はバンドゥーラの同義語としても使われていた。クラシカル・バンドゥーラは15世紀に成立したとされ、1441年のポーランドの年代記にバンドゥーラ奏者が登場している。
演奏はコサックの時代以降に盛んになった。コブザールと呼ばれる主に盲人の演奏者が各地を巡回し、ドゥーマと呼ばれる叙事詩等が歌われていた。19世紀後半に活躍したOstap Veresaiの演奏は、ドヴォルザークのピアノ三重奏曲第4番（ドゥムキー）等に影響を与えた。ウクライナがソビエト連邦の一部であった1930年代にはスターリンによってコブツァーリらは迫害された。
日本在住の奏者ナターシャ・グジーによれば、この楽器はかつて盲人が職業に使っていて日本の琵琶との共通性があると語っている。
時代によって構造や音色の異なるいくつかの種類がある。主なものには、スタロスヴィツカ（クラシカル・バンドゥーラ）、ハルキウ（ハリコフ）・バンドゥーラ、キーウ（キエフ）・スタイル・バンドゥーラ等がある。

## 著名な奏者
- Ostap Veresai - 19世紀後半に活躍したコブツァーリ。
- ナターシャ・グジー - 日本で活動。
- カテリーナ - 日本で活動。
- オクサーナ・ステパニュック - 日本で活動（ソプラノオペラ歌手としても活動）。